# Giovanni Battista Zupi

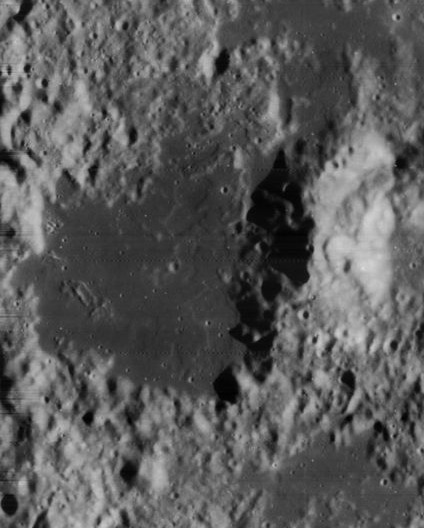
De naar Zupi vernoemde maankrater

Giovanni Battista Zupi, ook wel Zupus (Catanzaro, circa 1590 - Napels, 1650), was een Italiaans jezuïet, astronoom en wiskundige.
Giovanni was in 1639 de eerste persoon die ontdekte dat de planeet Mercurius een gelijkaardige baan had als de Maan en Venus. Door zijn observaties toonde hij aan dat Mercurius in een baan rond de zon beweegt.
De krater Zupus op de Maan is naar hem genoemd.
- Gemeinsame Normdatei: 1102902144
- Virtual International Authority File: 8146574874538150626
- WorldCat: E39PBJbWyyHJQB6HXjJ4v648YP